# Nova Creu Alta
L'Estadi Municipal de la Nova Creu Alta és l'estadi on juga i entrena el Centre d'Esports Sabadell, inaugurat el 20 d'agost de 1967. L'estadi, situat al barri de la Concòrdia de Sabadell, ha viscut la història més recent del club, destacant la participació en la copa de la UEFA i el pas per la Primera divisió. L'adreça de l'estadi és plaça d'Olímpia, 1, 08206 Sabadell, i les oficines del club es troben al mateix estadi. Anteriorment, el CE Sabadell jugava a l'Estadi de la Creu Alta (1906-1967), avui desaparegut.

## Història

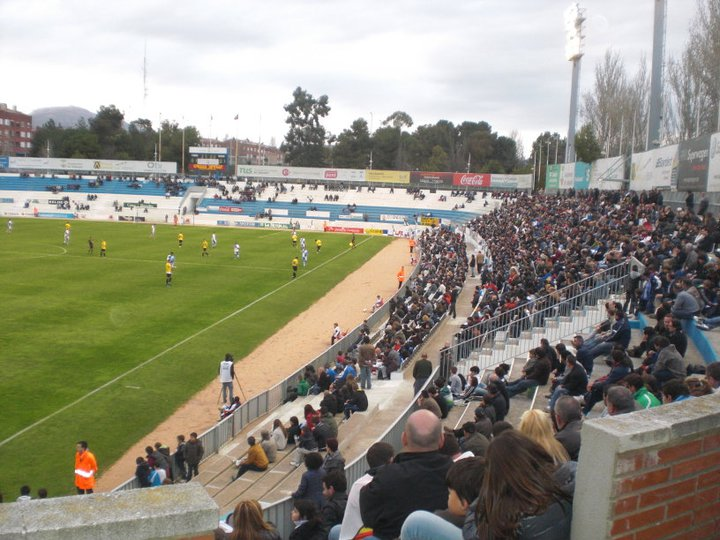
Vista parcial de la graderia l'any 2011.

El 15 de setembre de 1966 s'inicià la construcció de l'estadi als antics terrenys de Can Borgonyó, sota la direcció d'obra de l'arquitecte Gabriel Bracons i del Sr. Argemí.
El 30 d'octubre ja s'havien mogut 90.000 metres cúbics de terra, un 40% dels quals es varen aprofitar per construir els pendents de la grada. En 45 dies, el camp ja tenia dibuixada la seva fesomia. El formigó es feia al centre del camp, amb una producció de 100 metres cúbics per jornada. En total es varen construir: 1.800 m de baranes i 400 m d'escales. També van ser necessaris 5.500 m cúbics de granulats (sorra i grava) pel formigó, 2.000.000 de quilos de ciment Portland i 40.000 quilos de barres de ferro pel formigó armat. Les dimensions de la tribuna són: 2.000 metres quadrats de superfície coberta i per a la construcció del sostre es varen fer servir 70.000 kg.
El 2 de juny es va començar a omplir el camp. La base està composta per 1.800 metres cúbics de pedra trinxada de diferents mides, la següent capa consta de 2.000 metres cúbics de sorra especial i 7.500 metres quadrats d'herba que es comença a plantar el 19 de juny de 1967 i s'acabà 2 setmanes després, i per finalitzar, es van fer servir 60.000 litres d'aigua per regar.
El 20 d'agost de 1967 es va inaugurar l'estadi amb el servei d'honor a càrrec del llavors "Delegado Nacional de Educación Física y Deportes", Juan Antonio Samaranch, Josep Burrull, Alcalde de Sabadell i altres personalitats de l'època. Fou batejat amb una victòria sobre el FC Barcelona per 1 a 0, gol obra de Josep Maria Vall.
Amb motiu dels Jocs Olímpics de Barcelona 1992 es va reformar l'estadi, afegint-hi seients, cabines de premsa i d'altres instal·lacions.

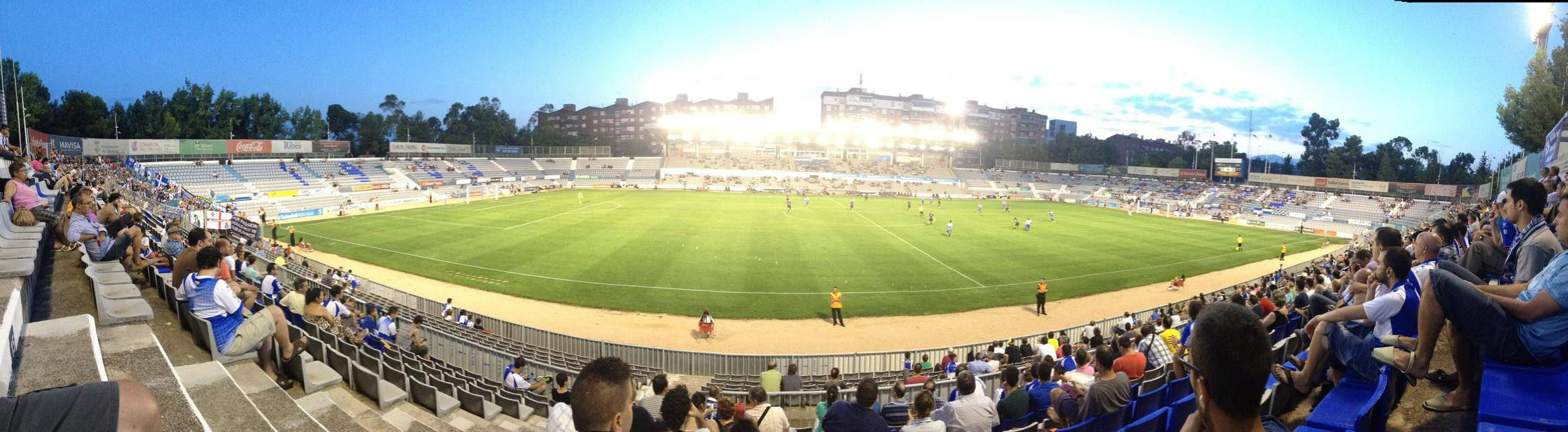
Panoràmica de la Nova Creu Alta el 2013

## Partits delJocs Olímpics 1992
- Egipte -  Qatar 0-1
- Colòmbia -  Qatar 1-1
- Suècia -  Marroc 4-0
- Ghana -  Austràlia 3-1
- Mèxic -  Ghana 1-1